# أحمد الياسي
أحمد الياسي (مواليد 31 يوليو 1988) هو لاعب كرة قدم إماراتي.
لعب في الظفرة وعجمان و النصر و خورفكان و الإمارات.

## وصلات خارجية
- أحمد الياسي على موقع قاعدة بيانات كرة القدم.إي يو (الإنجليزية)
- أحمد الياسي على موقع Soccerway.com (الإنجليزية)